# Otovice u Karlových Var
Otovice (deutsch Ottowitz) ist eine Gemeinde in Tschechien. Sie liegt drei Kilometer nördlich von Karlovy Vary und gehört zum Okres Karlovy Vary.

## Geographie
Otovice befindet sich im Falkenauer Becken. Nördlich des Dorfes erhebt sich der Vitický vrch (451 m). Westlich und nordöstlich liegen mehrere stillgelegte Braunkohlen- und Kaolingruben. An der Nordgrenze verläuft der Vitický potok (Widitzbach), auch Dalovický potok (Dallwitzer Bach) genannt.
Nachbarorte sind Kocourek (Katzenholz), Březinka und Podlesí (Halmgrün) im Norden, Sadov (Sodau) und Nová Hospoda (Neuwirtshaus) im Nordosten, Vysoká (Hohendorf) im Osten, Dalovice (Dallwitz) im Südosten, Bohatice (Weheditz) und Sedlec (Zettlitz) im Süden, Rosnice (Rossnitz) im Südwesten, Čankov (Schankau) im Westen sowie Mezirolí (Sittmesgrün) und Nivy (Spittengrün) im Nordwesten.

## Geschichte
Die erste schriftliche Erwähnung von Otnawitz stammt aus dem Jahre 1325, als Johann von Luxemburg seinem Getreuen Kojata von Otnawitz 16 Hufen Land zwischen der Eger und der Tepla bei Elbogen schenkte. Ab 1490 war Ägidius von Steinbach Besitzer von Otovice. Unter den Steinbachern entstand als Lehngut der königlichen Burg Elbogen ein Herrensitz. Nachfolgend gehörte das Dorf verschiedenen Adligen, die im Dienste der Burg standen. Später fiel das Gut Ottowitz, inkl. den Dörfern Zettlitz, Alt-Rohlau, Schankau und Sittmesgrün an die Herrschaft Tüppelsgrün, bei der es bis Mitte des 19. Jahrhunderts verblieb.  
1847 zählte Ottowitz 39 Häuser mit 235 Einwohnern, ein Wirtshaus, eine abseits liegende Mühle mit Brettsäge. Zur Gemeinde gehörte die Einschicht Katzenholz mit sechs Häusern, darunter ein Wasenmeister. Ottowitz war zur Pfarrkirche St. Anna in Zettlitz gepfarrt, wo auch der Friedhof lag. 1849 wurde die Erbuntertänigkeit und die Patrimonialgerichtsbarkeit aufgehoben. Ab 1850 bildete Ottowitz/Ottovice eine politische Gemeinde im Gerichtsbezirk Karlsbad. Im Zuge der Trennung der politischen von der judikativen Verwaltung gehörte Ottowitz ab 1868 zum Bezirk Karlsbad. 
1930 hatte die Gemeinde 1480 Einwohner. Infolge des Münchner Abkommens wurde Ottowitz 1938 dem Deutschen Reich angeschlossen. Zu dieser Zeit bestanden mit der Jakobi-Zeche, Josefi-Zeche, Antoni-Eleonorenzeche, Caroli-Zeche und der Eleonorenzeche fünf kleine Braunkohlengruben in Ottowitz. 1939 lebten in Ottowitz 1445 Menschen. Von 1938 bis 1945 war die Gemeinde Teil des deutschen Landkreises Karlsbad und kam nach dem Ende des Zweiten Weltkrieges zur Tschechoslowakei zurück. Von 1946 bis 1960 gehörte Otovice zum Okres Karlovy Vary-okolí und seit 1961 wieder zum Okres Karlovy Vary.  Zwischen 1975 und 1990 war Otovice nach Karlovy Vary eingemeindet. 

## Gemeindegliederung
Für die Gemeinde Otovice sind keine Ortsteile ausgewiesen. Grundsiedlungseinheiten sind Nové Otovice (Neu Ottowitz) und Otovice (Ottowitz).

## Söhne und Töchter der Gemeinde
- Lothar Schämer (1940–2017), deutscher Fußballspieler